# Marennes, Charente-Maritime
Marennes är en liten stad i sydvästra Frankrike, belägen i departementet Charente-Maritime i regionen Nouvelle-Aquitaine.
Staden är framför allt känd som Frankrikes och Europas ostroncentrum.
Det är också en historisk ort och turistort i närheten av Atlantkusten.

## Geografi

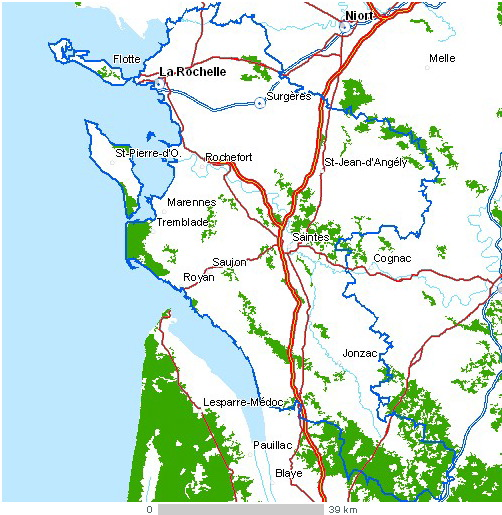
Karta över det franska departementet Charente-Maritime. Marennes ligger söder om La Rochelle i närheten av Atlantkusten

### Läge
Marennes ligger 55 km söder om La Rochelle som är huvudstad i Charente-Maritime. Staden ligger också 25 km söder om Rochefort, 30 km nordväst om Royan och 40 km väster om Saintes, de tre andra huvudorterna i Charente-Maritime.
Belägen i närheten av Atlantkusten, ligger Marennes 6 km öster om Île d'Oléron som är den största ön vid franska Atlantkusten. Ön förbinds sedan 1966 med fastlandet av en hängbro, Pont d'Oléron.
Marennes är belägen på en liten halvö mellan ett stort träsk i norr och en flodmynning i söder.

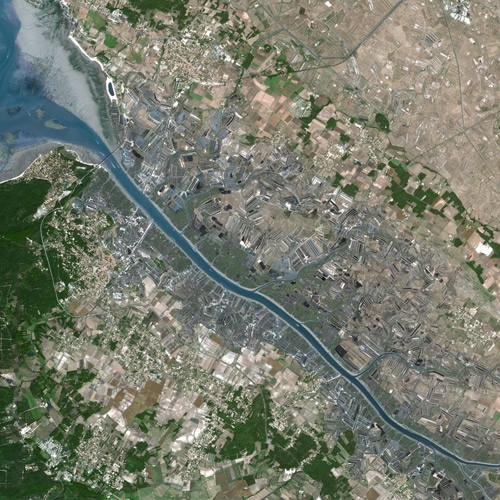
Flygbild över Seudres mynning

Norr om Marennes ligger Marais de Brouage, ett vidsträckt träsk på omkring 8 000 hektar, där salt utvunnits sedan början av medeltiden. Grunda dammar, så kallade saliner, grävdes för att utvinna salt vid ebb och flod. Vattnet rann in i salinerna vid högvatten, och dunstade sedan i solen vid lågvatten. Det som blev kvar i dammarna var saltet. Saltproduktionens höjdpunkt var under 1600- och 1700-talen, då Marennes var en viktig salthamn med Brouage, som var den största europeiska hamnen.
Söder om staden ligger floden Seudre, som är 80 km lång. Seudre utmynnar i Atlanten mittemot Oléron-ön, Frankrikes näst största ö. Vid mynningen är floden 4 km bred och en modern hängbro, Pont de la Seudre, byggdes över den år 1972. Marennes ligger norr om flodmynningen.

### Bebyggelse

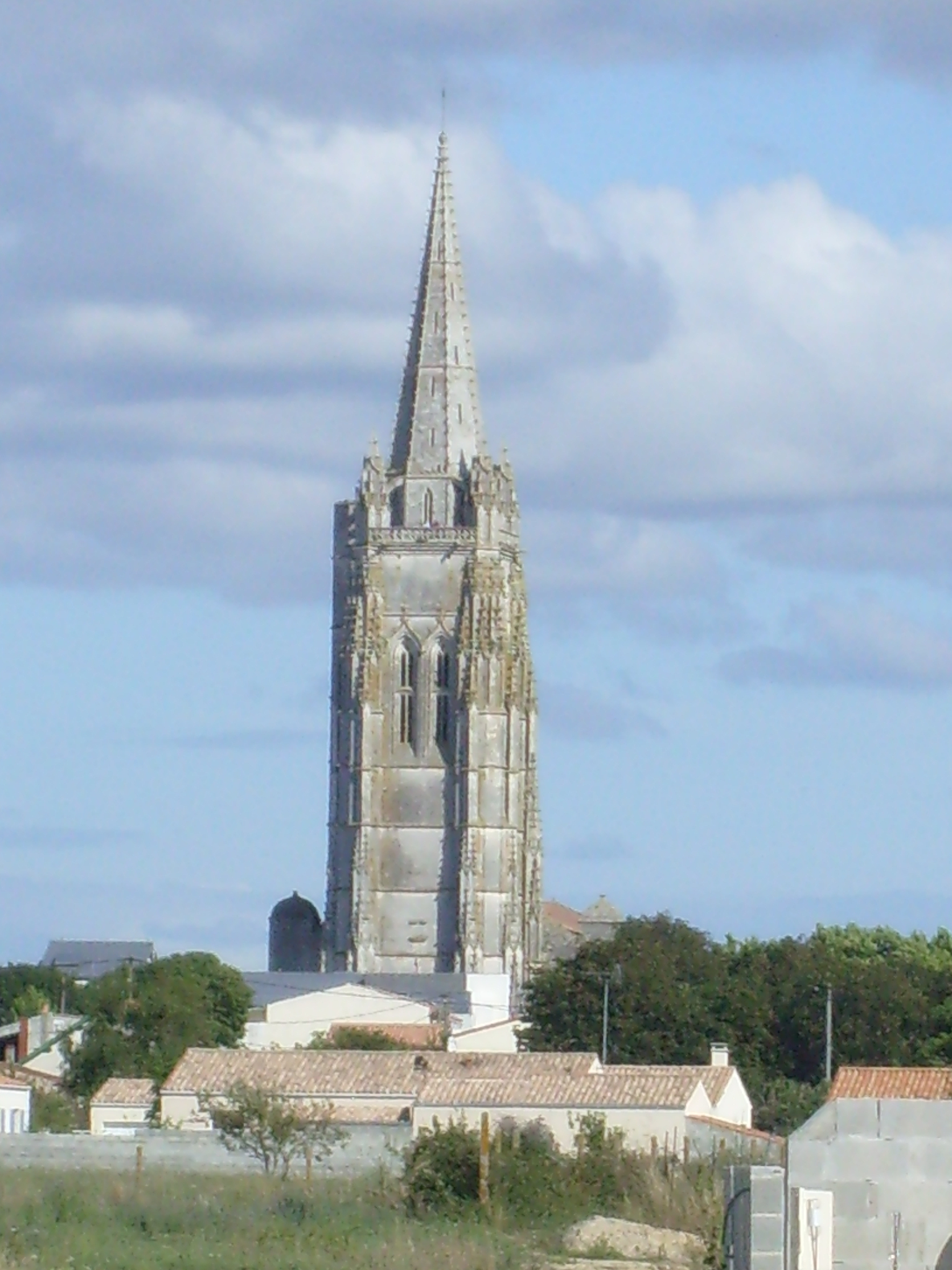
Saint-Pierre-de-Sales klocktorn i Marennes kyrka

Marennes är en gammal stad med en historisk stadskärna. Den anlades ursprungligen på romersk tid, och byggdes ut under 1100-talet. Marennes, som tidigare hette Saint-Pierre-de-Sales, har den högsta kyrkan i Charente-Maritime.
Kyrkan är byggd av kalksten i romansk stil från 1000-1100-talet, och har ett 85 meter högt klocktorn som uppfördes i slutet av 1400-talet i gotisk stil. Klocktornet har 291 trappsteg och dominerar hela stadsbilden.
I centrum av staden finns ett stort torg med lindar och en staty uppförd på 1800-talet, Chasseloup-Laubat-torget. Omkring platsen finns det gågator med många butiker och affärer, köpcentrum och snabbköp, saluhall från 1880-talet, restauranger och caféer. Stadskärnan har välbevarade byggnader från renässansen och klassicistisk tid, och flera från 1800-talet.

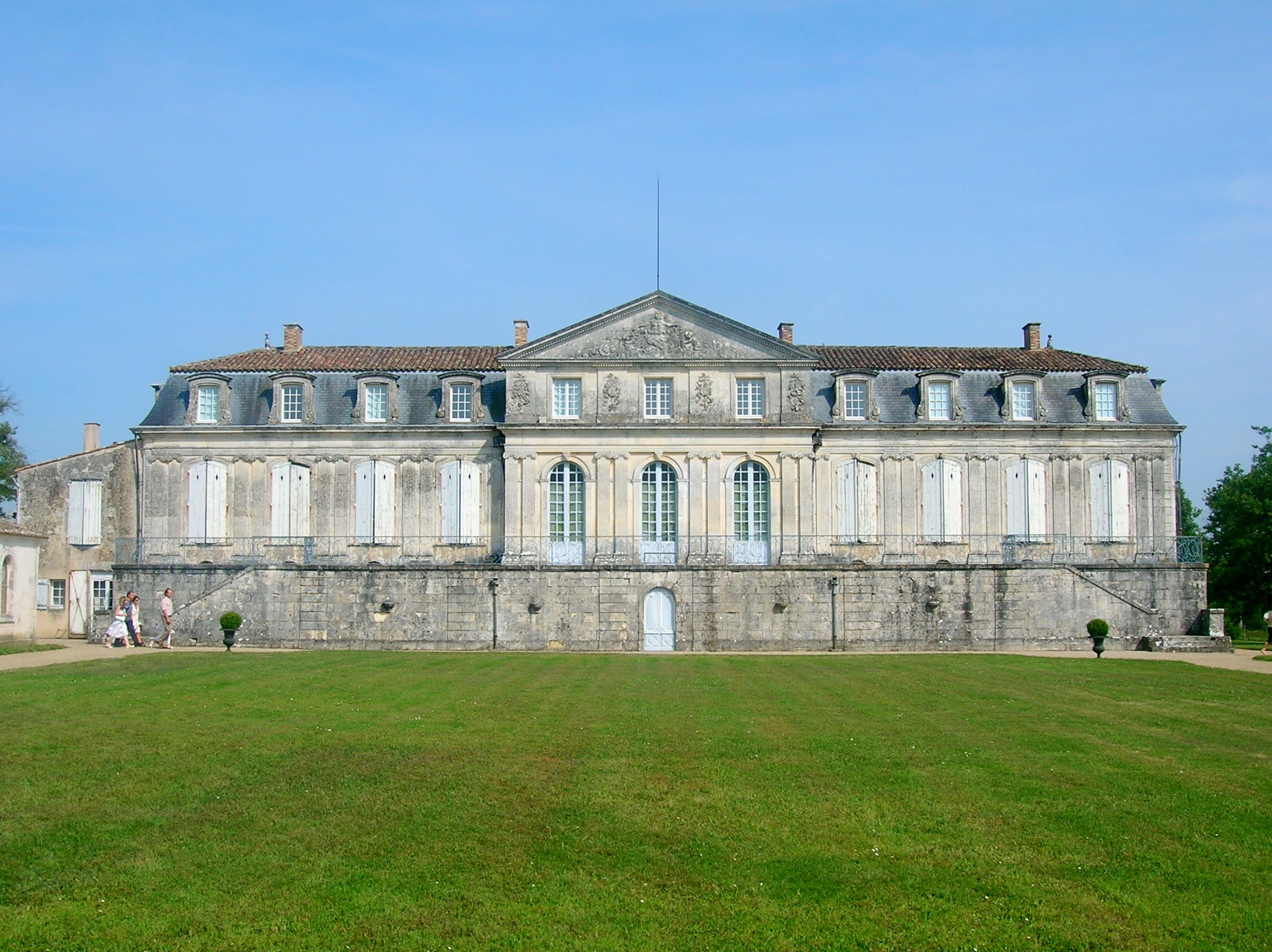
La Gataudière-slottet

Strax nordväst om Marennes ligger slottet La Gataudière. Det uppfördes under klassicismen, på 1740-talet, som ersättning för ett forntida slott byggt vid träsket i slutet av medeltiden. Här finns en stor park (20 hektar) och slottet har många tavlor, möbler och gobelänger i Ludvig XV:s stil. Ett av stallen hyser ett litet skeppsmuseum.
Mellan stadskärnan och hamnen ligger Cité de l’Huître ("ostronstaden"), ett museum om ostron och ostronodling med mer än 30 000 besökare varje år.

## Befolkning
Marennes är en liten stad med drygt 5 300 invånare. År 1946 hade staden omkring 3 800 invånare och ungefär 4 200 år 1975.
Marennes med förorter har omkring 8 800 invånare och hamnar på sjätte plats i departementet.
Dess invånare kallas på franska Marennaises (f) och Marennais (m).

## Befolkningsutveckling
Antalet invånare i kommunen Marennes
| Referens: INSEE |

## Näringsliv

### Ostronproduktion

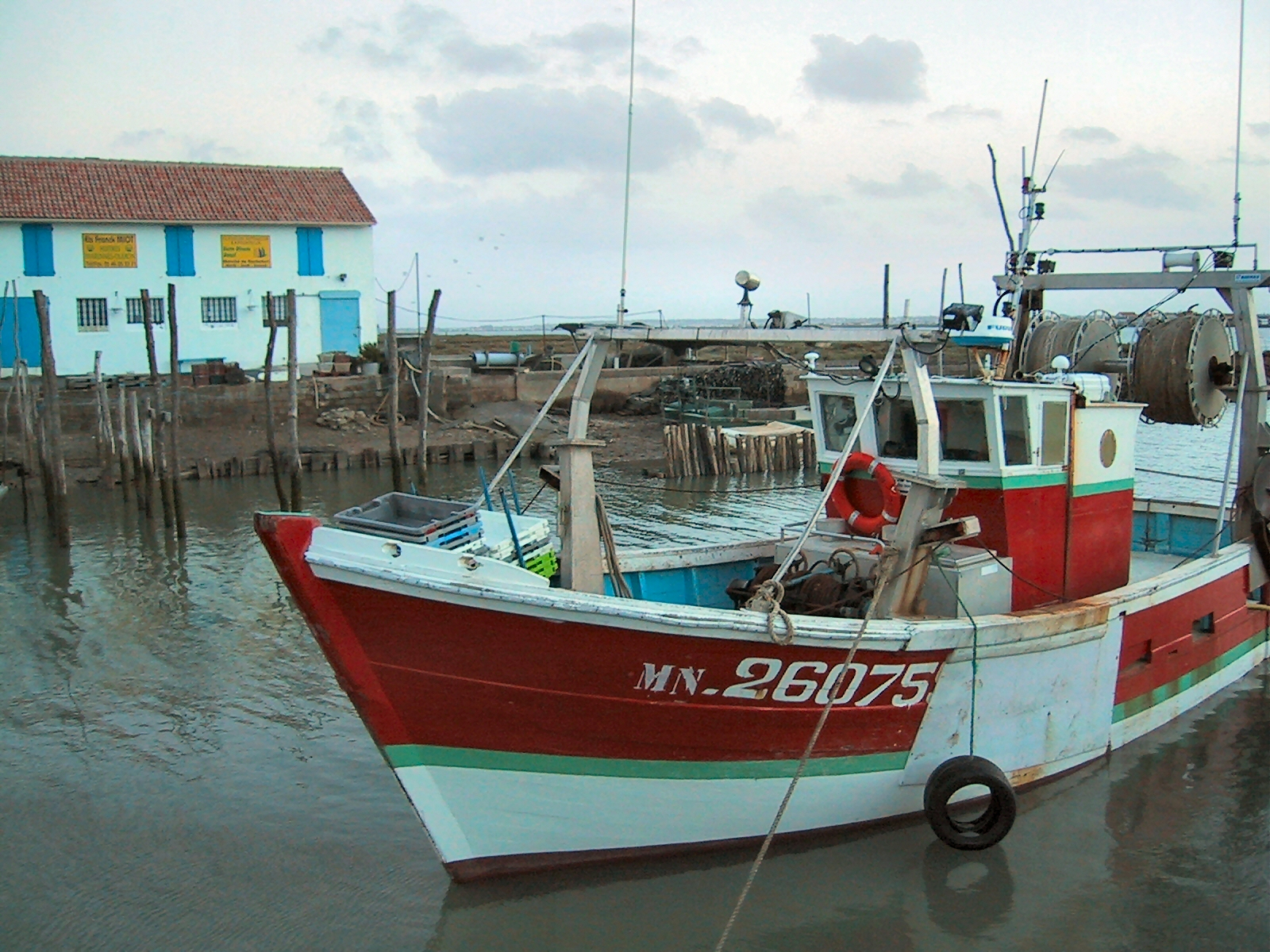
La Cayennes ostronhamn

Marennes är framför allt känt för sina ostron, och platsen har sedan 1800-talet varit centrum för ostronodling. Dessförinnan hade Marennes varit ett centrum för salt på 1600- och 1700-talen.
I dag är Marennes Frankrikes och Europas främsta ostroncentrum. De så kallade Fine de Claire-ostronen produceras här, och får inte kallas vid detta namn om de inte är från orten. Ostronen får sin speciella smak genom att ligga i saltdammar i en månad.  Mellan 40 000 och 60 000 ton ostron produceras varje år, det vill säga 60 % av Frankrikes nationella produktion. Ungefär 1 250 företag i staden är arbetsplats för nästan 10 000 personer i Marennes och det kringliggande området, Bassin de Marennes-Oléron.
Marennes är också en viktig ostronhamn; staden ligger vid en 4 km lång kanal som heter Canal de la Cayenne.

### Turism

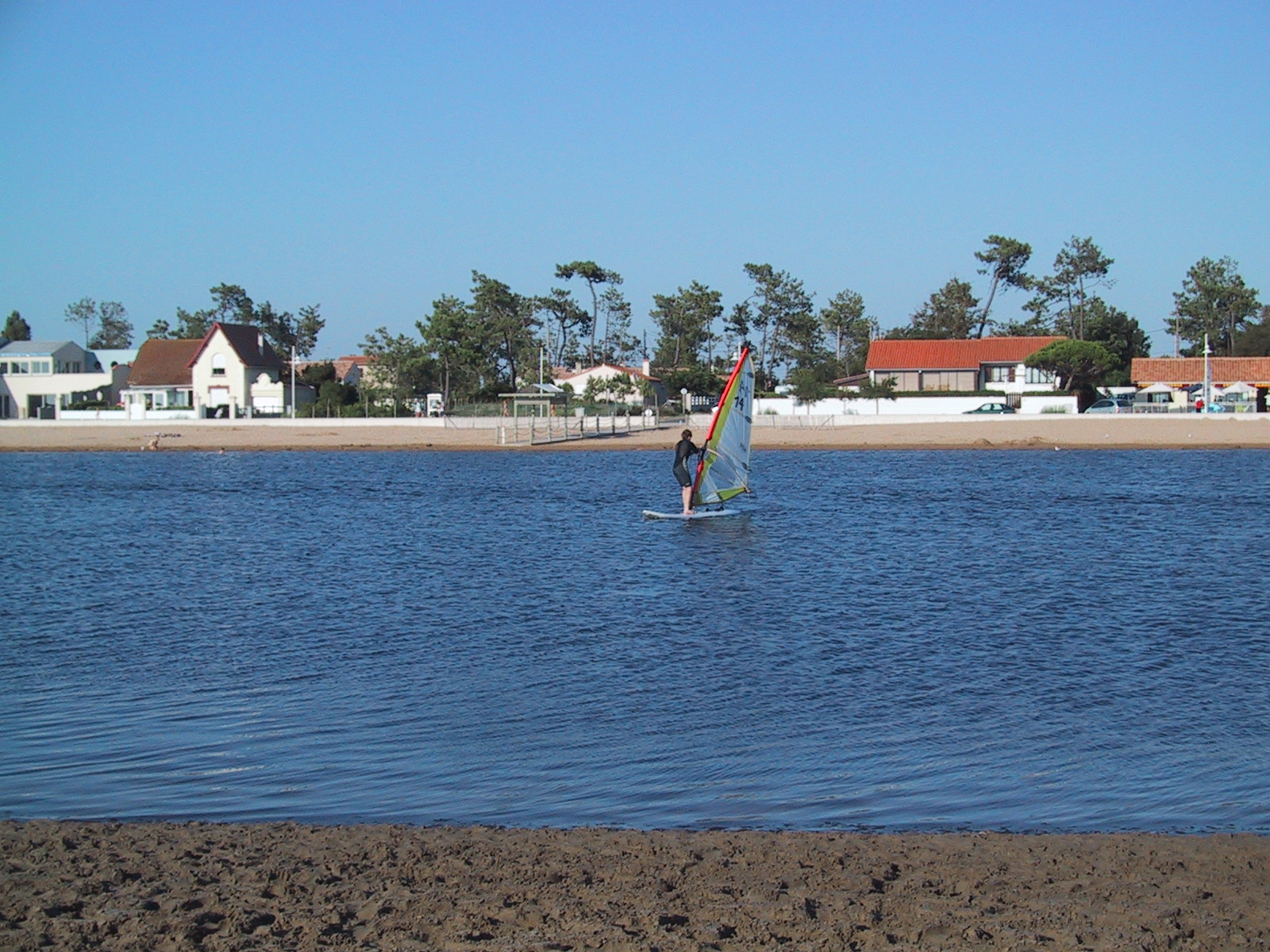
Stranden i Marennes-Plage.

I dag finns det få näringar i Marennes, men staden är en viktig handelsplats och mer och mer en turiststad. Turismen har inneburit att "på sommaren finns det en marknad mitt i byn varje tisdag, torsdag och lördag".
I närheten av stadens centrum ligger en hamnbassäng med omkring två hundra fritidsbåtar och segelbåtar och bredvid denna en liten stadspark anlagd i slutet av 1800-talet. Marennes har många fritidsaktiviteter som bio, stadsbibliotek, kulturhus och flera fritidsverksamheter.
"Populära stränder i området är Marennes-stranden, som har en lagun idealisk för barn". Vid flodmynningen, två kilometer söder om gamla staden, ligger stranden Marennes-Plage som är en liten bad- och turistort med hotell och campingplatser.

## Bilder på Marennes

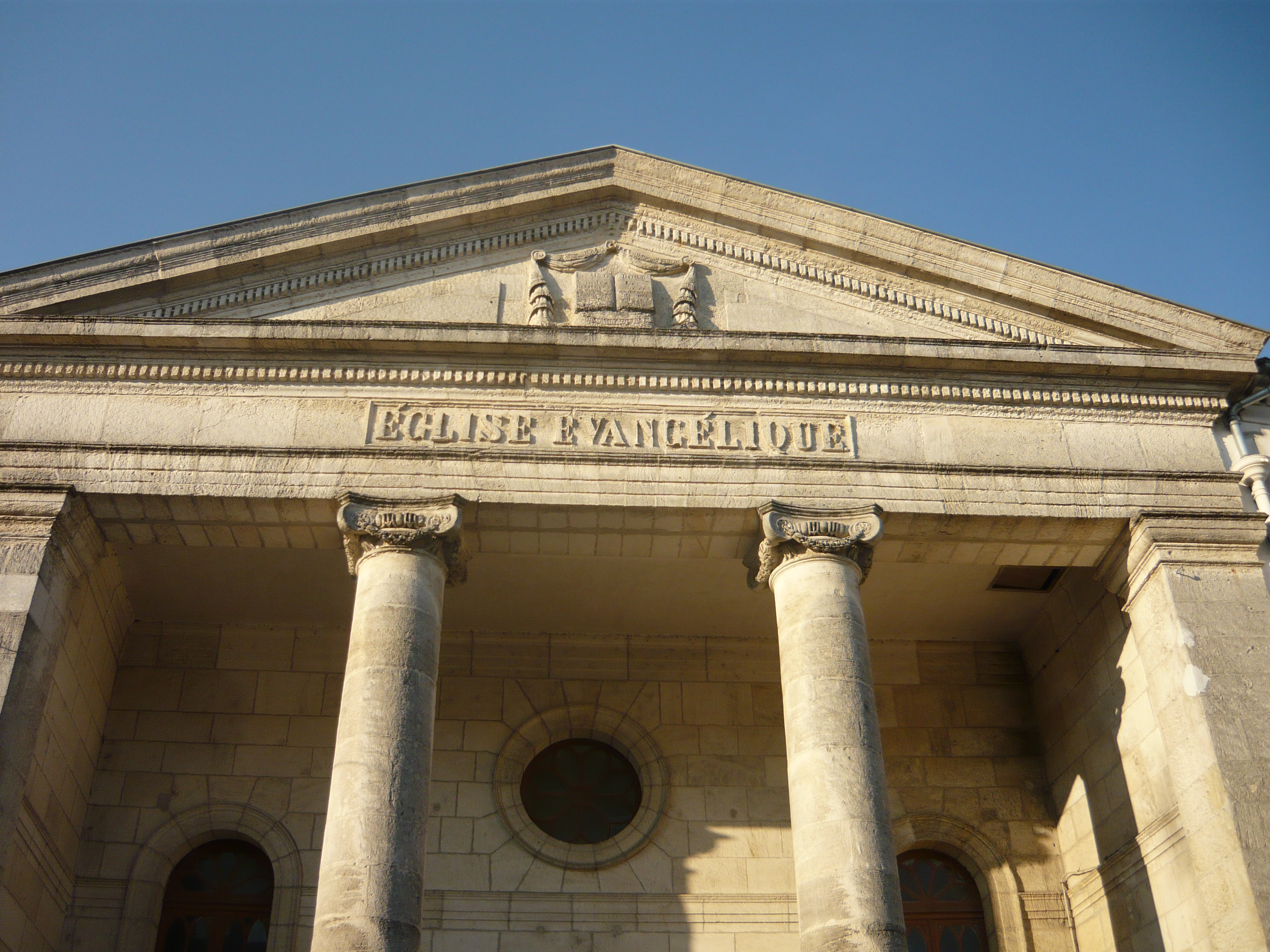
Den protestantiska kyrkan.
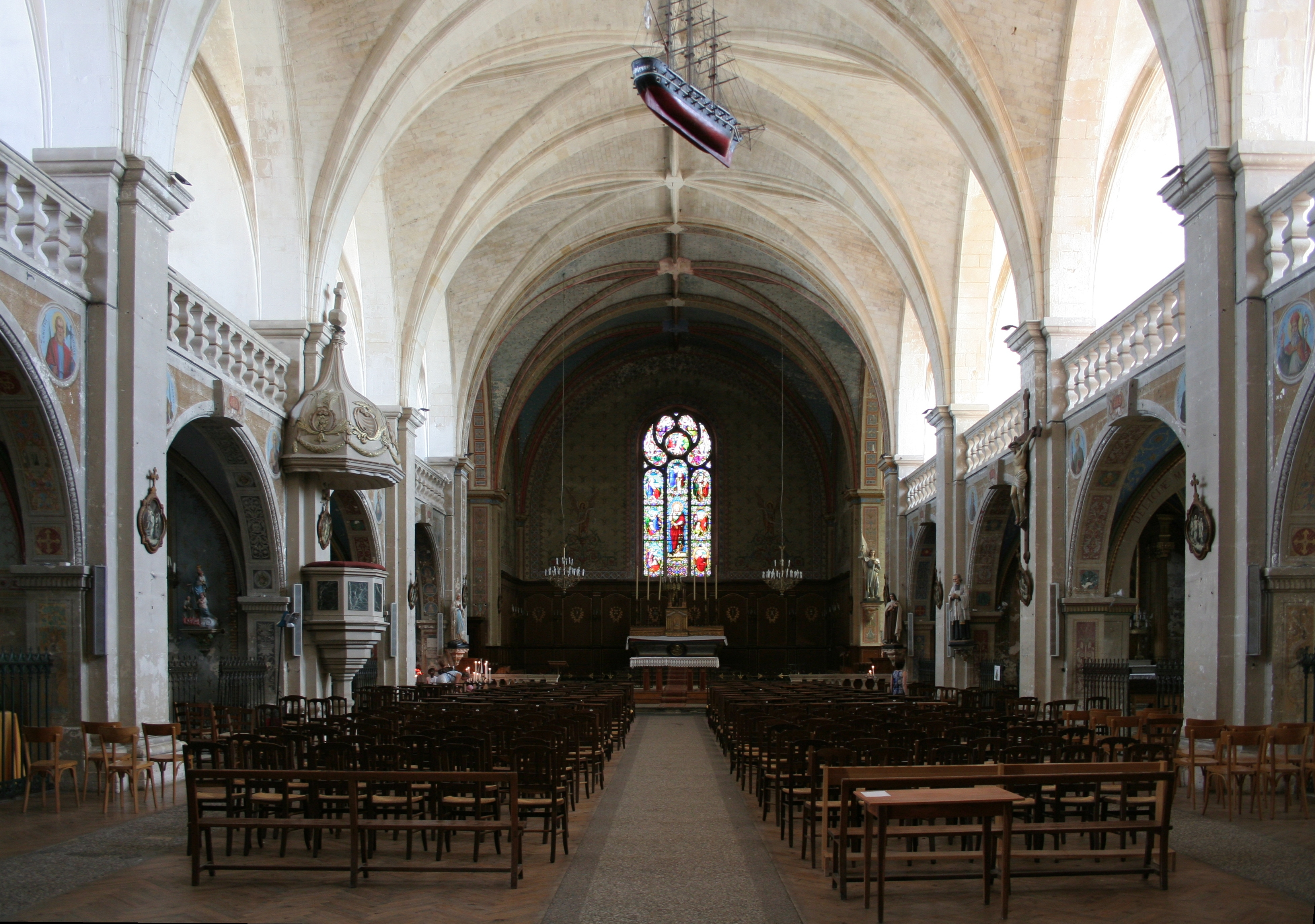
Interiör i kyrkan i Marennes.
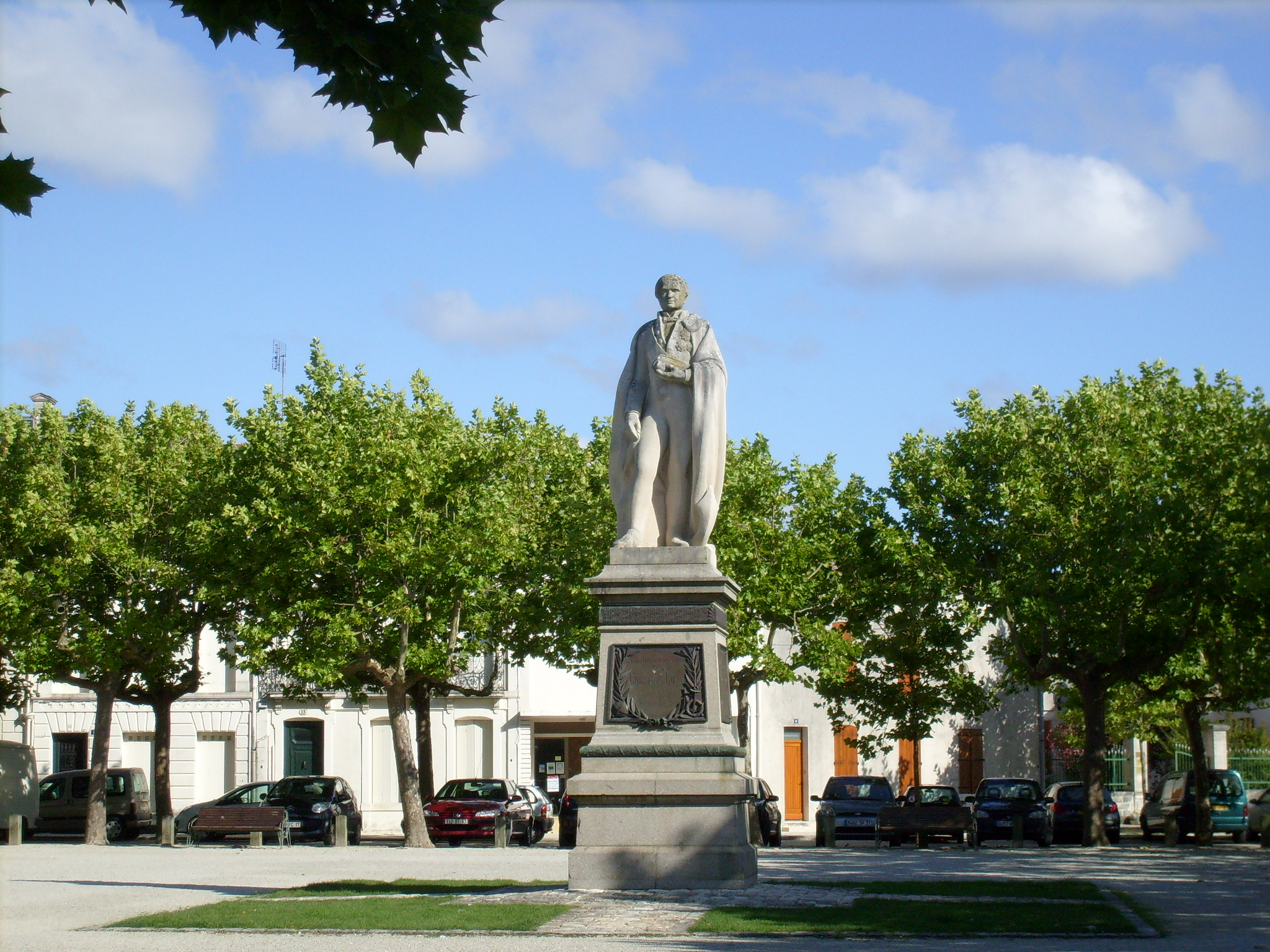
Chasseloup-Laubat-torget i Marennes.
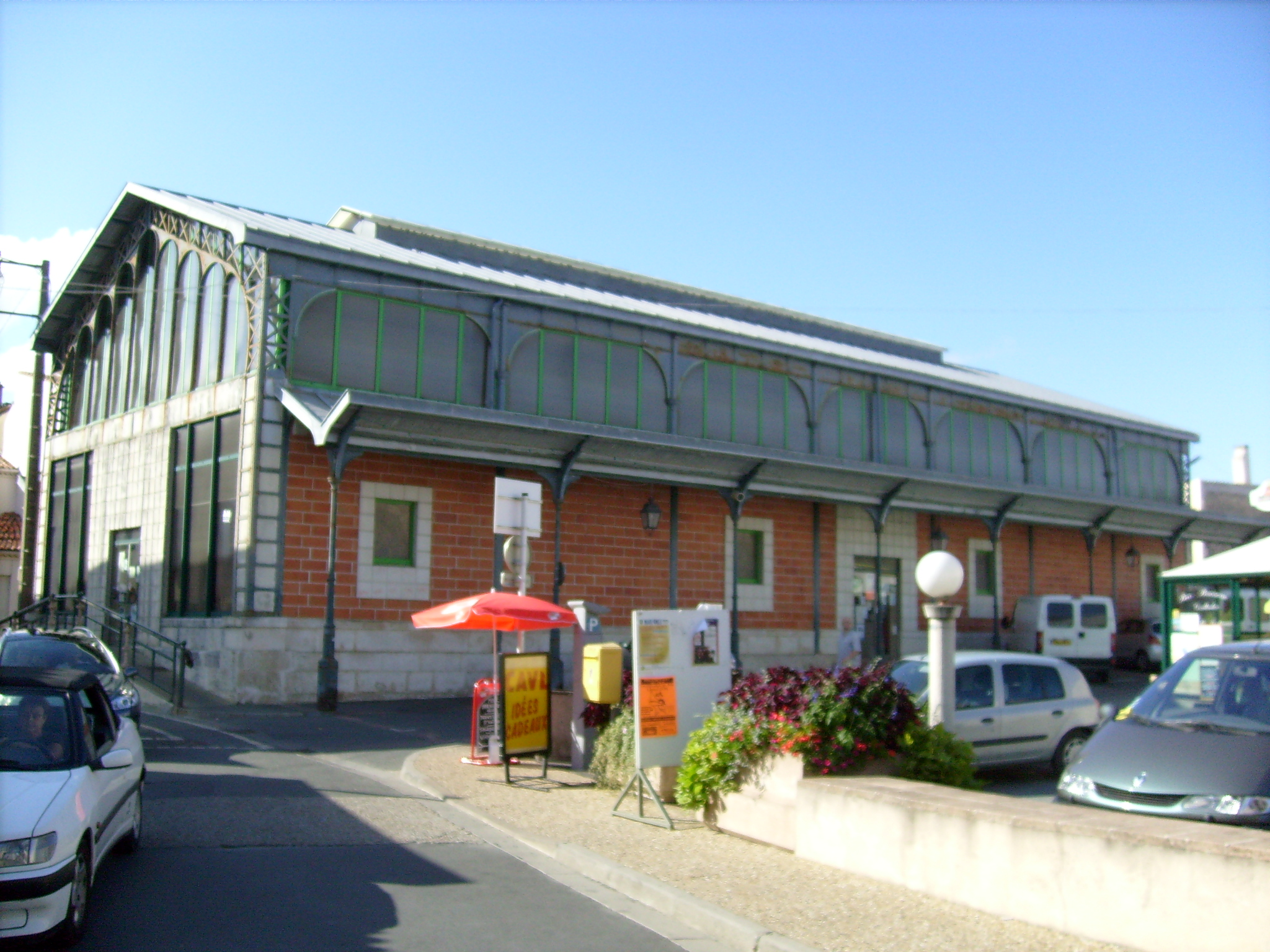
Marennes saluhall byggd på 1880-talet.
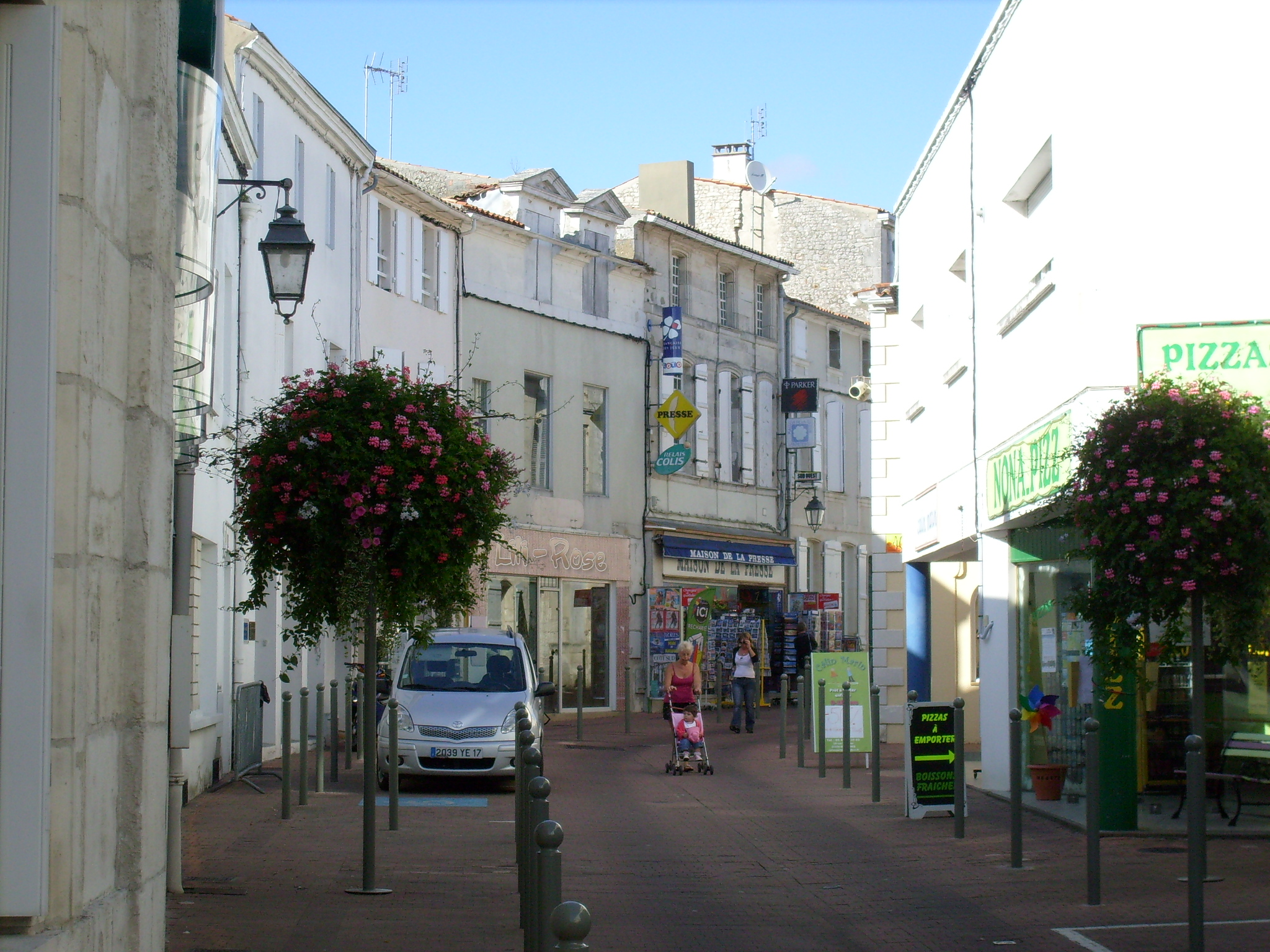
En gågata med byggnader från klassicistisk tid.
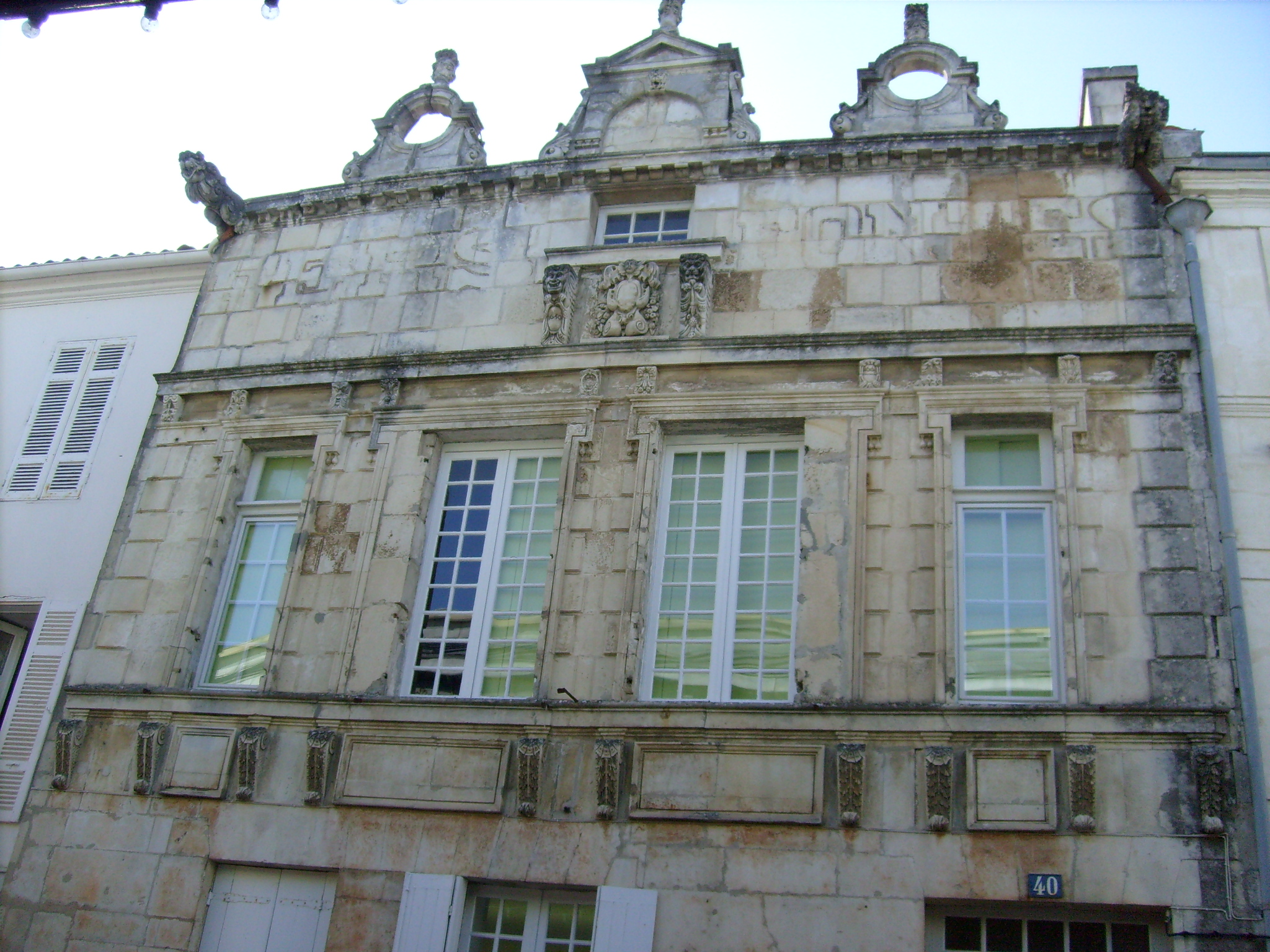
Ett renässanshus i gamla staden.
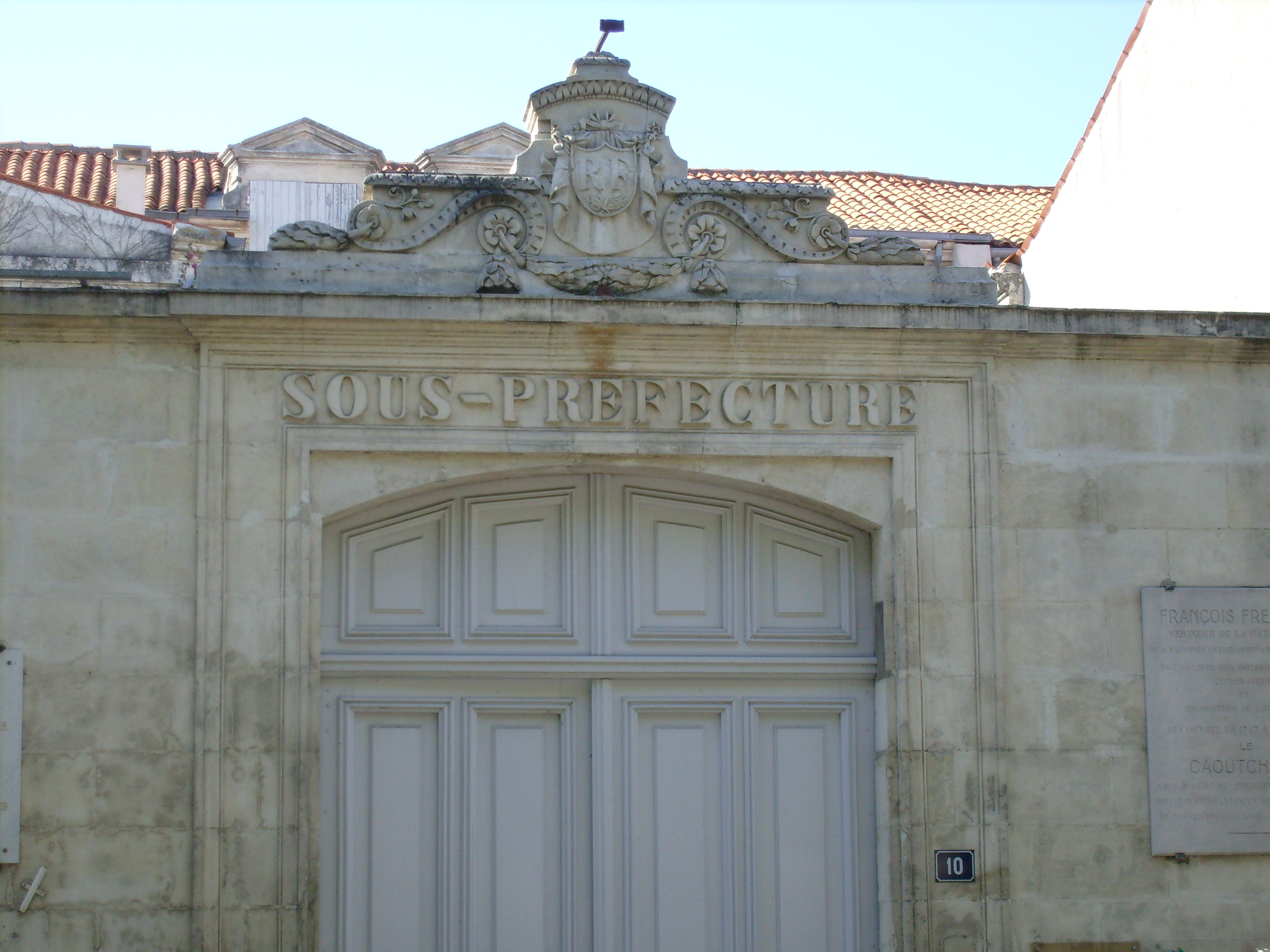
Bebyggelse från 1700-talet i gamla staden.
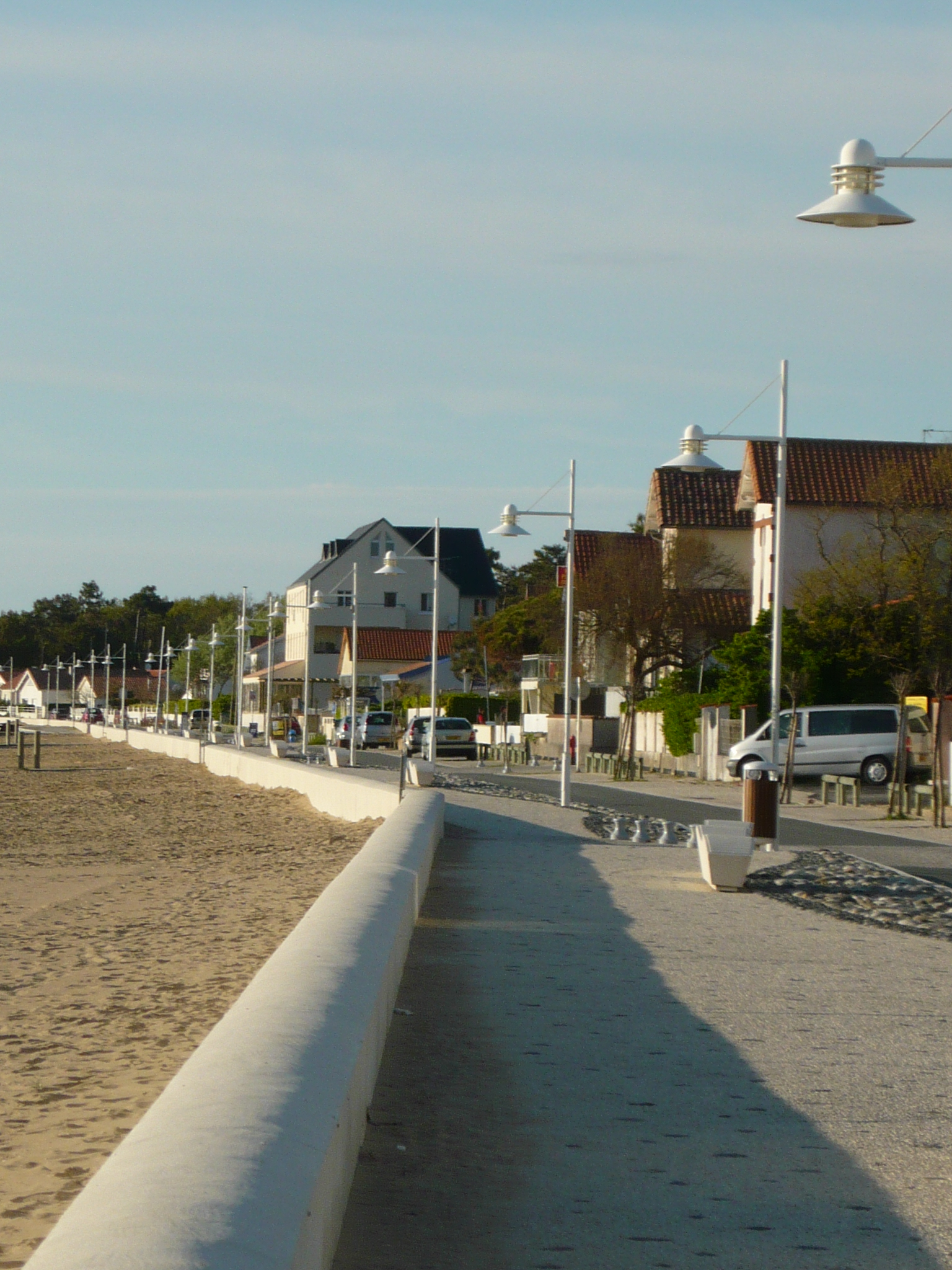
Marennesbadort.
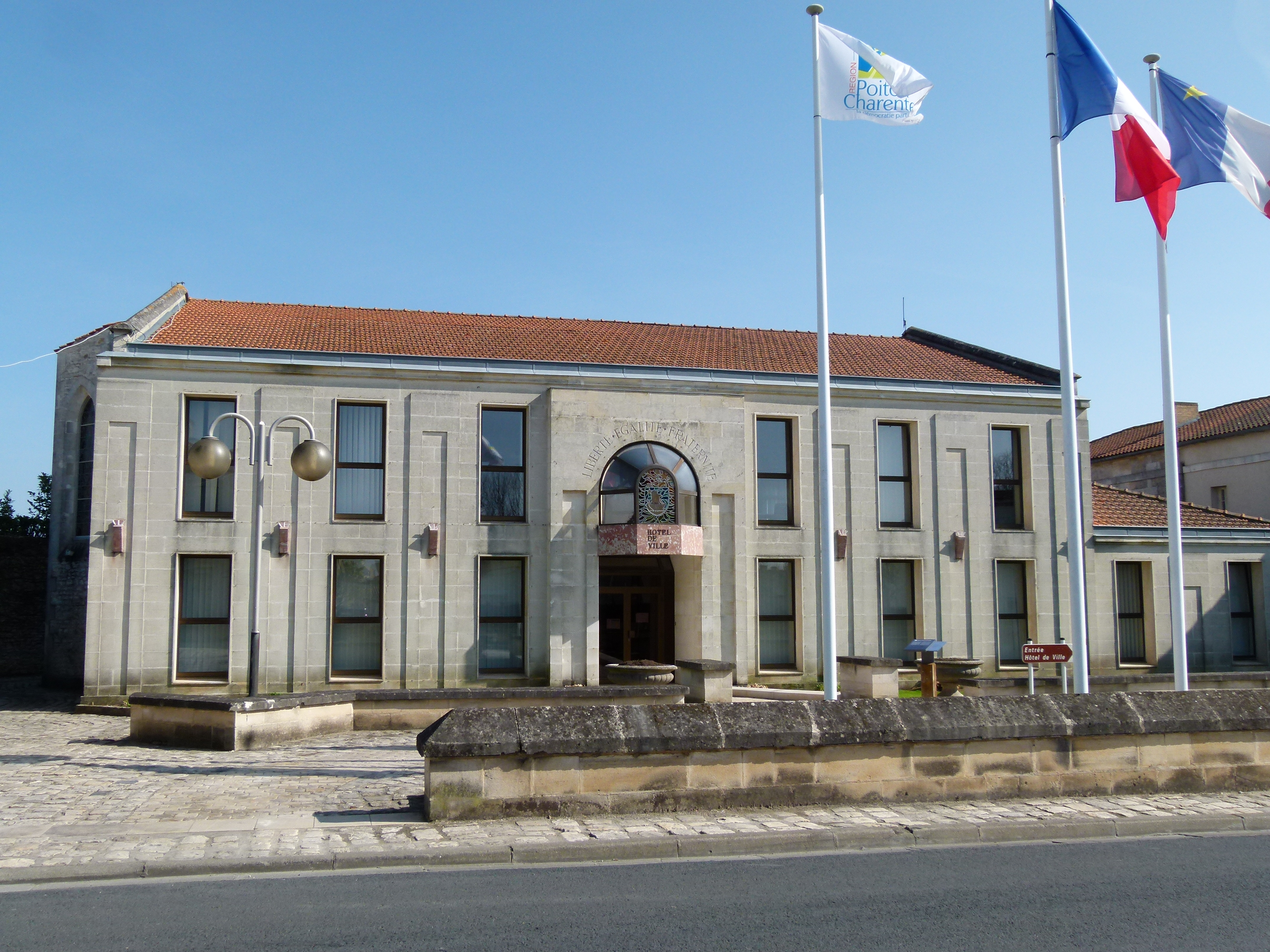
Marennesstadhus